# Шиза (фільм)
«Шиза» (У зарубіжному прокаті — «Шиzа», «Shiza», «Schizo», «The Recruiter») — фільм режисера Гульшад Омарової. Знятий у 2004 у, в Казахстані, за підтримки Франції, Німеччині та Росії (кінокомпанія СТВ під керівництвом Сергія Сельянова). Цей фільм брав участь у конкурсі дебютних фільмів Каннського міжнародного кінофестивалю.

## Зміст
Шиза – прізвисько 15-тирічного пацана, що живе з матір'ю та її коханцем, Сакурою. Білити сарай, грати в футбол і робити все, як Сакура — улюблені заняття Шизи. Схоже, Бог зробив мозок Шизи трохи меншим, ніж у інших, та натомість дав йому величезне серце. Шиза хоче бути нормальним, як Сакура. Основний заробіток Сакури – кулачні бої. Гроші, влада, жінки і цинічне ставлення до інших – з цього складається життя Сакури. У це життя і тягне Шизу, воно йому подобається. Та коли на рингу вбивають людину, сумнів у нормальності такого життя закрадається у серце Шизи. І сумнів у правильності свого почуття до Сакури.

## Ролі
| Актор                  | Роль     |
| ---------------------- | -------- |
| Олжас Нусупбаєв        | Шиза     |
| Ольга Ландіна          | Зінька   |
| Едуард Табішев         | Сакура   |
| Віктор Сухоруков       | доктор   |
| Гульнара Єралієва      | Куляш    |
| Нуртай Канагат         | Санджік  |
| Бахитбек Баймуханбетов | Джакен   |
| Мухіт Ізімов           | Нурлан   |
| Хорабек Мусабаєв       | Алмаз    |
| Емін Ісмаїлова         | балерина |

## Знімальна група
- Режисер — Ґюльшад Омарова.
- Продюсери: Сергій Бодров, Сергій Сельянов, Сергій Азимов.
- Сценаристи: Сергій Бодров, Ґюльшад Омарова.
- Оператор — Хасанбек Кидиралієв.